# Liste der Naturdenkmale in Görlitz
Die Liste der Naturdenkmale in Görlitz umfasst Naturdenkmale der sächsischen Stadt Görlitz.

## Definition
„Naturdenkmäler sind rechtsverbindlich festgesetzte Einzelschöpfungen der Natur oder entsprechende Flächen bis zu fünf Hektar, deren besonderer Schutz erforderlich ist
1. aus wissenschaftlichen, naturgeschichtlichen oder landeskundlichen Gründen oder
2. wegen ihrer Seltenheit, Eigenart oder Schönheit.“

„§ 18 – Naturdenkmäler – (zu § 28 BNatSchG)
(1) Die Erklärung nach § 22 Abs. 1 BNatSchG von Teilen von Natur und Landschaft als Naturdenkmal erfolgt durch Rechtsverordnung oder Einzelanordnung.
(2) Über § 28 Abs. 1 BNatSchG hinaus können Naturdenkmäler zur Sicherung von Lebensgemeinschaften oder Lebensstätten von im Bestand gefährdeten oder streng geschützten Arten festgesetzt werden.“

## Naturdenkmale
Diese Auflistung unterscheidet zwischen Flächennaturdenkmalen (FND) mit einer Fläche bis zu 5 ha (bei Verordnung nach DDR-Recht auch mehr) und Einzel-Naturdenkmalen (ND).
Link zu einem Kartenansichtstool, um Koordinaten zu setzen.
| Bild                                    | Bezeichnung           | Lage                                                                         | Beschreibung | Datum | Nummer |
| --------------------------------------- | --------------------- | ---------------------------------------------------------------------------- | ------------ | ----- | ------ |
| Fotos hochladen                         | Rotbuche              | Görlitz Grossersche Anlage (51° 8′ 29,6″ N, 14° 59′ 16,4″ O)                 | ND           |       | 01     |
| BW                                      | Trauerbuche           | Görlitz Geschwister-Scholl-Straße 1L (51° 8′ 20,3″ N, 14° 57′ 24,4″ O)       | ND           |       | 03     |
| BW                                      | Eiche                 | Görlitz Eschengrund (51° 7′ 33,5″ N, 14° 57′ 37″ O)                          | ND           |       | 19     |
| BW                                      | Silberpappel          | Görlitz Reichenbacher Str. 106 „Ankerpark“ (51° 8′ 54,6″ N, 14° 56′ 50,3″ O) | ND           |       | 20     |
| Direkt Bild zu diesem Denkmal hochladen | Ginkgo                | Görlitz Stadtpark ()                                                         | ND           |       | 21     |
| Direkt Bild zu diesem Denkmal hochladen | Essbare Kastanie      | Görlitz Stadtpark ()                                                         | ND           |       | 22     |
| Direkt Bild zu diesem Denkmal hochladen | Linde                 | Kunnerwitz Seestraße 5 ()                                                    | ND           |       | 24     |
| Direkt Bild zu diesem Denkmal hochladen | Linde                 | Kunnerwitz an der Seestraße ()                                               | ND           |       | 25     |
| Direkt Bild zu diesem Denkmal hochladen | Linde                 | Görlitz Friedersdorfer Straße 12 ()                                          | ND           |       | 26     |
| Direkt Bild zu diesem Denkmal hochladen | Zwei Eichen           | Ludwigsdorf Am Gemeindeamt ()                                                | ND           |       | 27     |
| BW                                      | Altsickerteiche       | Görlitz Weinhübel (51° 8′ 1,7″ N, 14° 59′ 38″ O)                             | FND 3,2 ha   |       | 28     |
| BW                                      | Südteil der Weinlache | Görlitz Weinhübel (51° 8′ 8,2″ N, 14° 59′ 33,4″ O)                           | FND 4,1 ha   |       | 29     |
| BW                                      | Reiterbusch           | Görlitz Weinhübel (51° 7′ 25,7″ N, 14° 59′ 35,9″ O)                          | FND 1,1 ha   |       | 30     |

## Ehemalige Naturdenkmale
Link zu einem Kartenansichtstool, um Koordinaten zu setzen.
| Bild                                    | Bezeichnung          | Lage                                                             | Beschreibung                                                                                                 | Datum | Nummer |
| --------------------------------------- | -------------------- | ---------------------------------------------------------------- | --- | ----- | ------ |
| Direkt Bild zu diesem Denkmal hochladen | Winterlinde          | Görlitz Gersdorfstraße ()                                        | ND, Fällung 2012 genehmigt, Schutz 2020 aufgehoben.                                                          |       | 02     |
| mehr Fotos \| Fotos hochladen           | Ginkgobaum           | Görlitz Park des Friedens (51° 8′ 54,4″ N, 14° 59′ 47,2″ O)      | ND, bereits nach Denkmalschutzgesetz geschützt, daher Schutz nach Naturschutzgesetz 2020 aufgehoben.         |       | 04     |
| mehr Fotos \| Fotos hochladen           | Hemlockstanne        | Görlitz Garagenhof Holteistraße (51° 8′ 16,4″ N, 14° 59′ 6,3″ O) | ND, Schutz wegen mangelnder Verkehrssicherung 2020 aufgehoben.                                               |       | 05     |
| Fotos hochladen                         | Japanische Lärche    | Görlitz Garagenhof Holteistraße (51° 8′ 15,9″ N, 14° 59′ 6,1″ O) | ND, Schutz wegen mangelnder Verkehrssicherung 2020 aufgehoben.                                               |       | 06     |
| BW                                      | Rotbuche             | Görlitz Am Ständehaus (51° 9′ 0,9″ N, 14° 59′ 35,4″ O)           | ND, bereits nach Denkmalschutzgesetz geschützt, daher Schutz nach Naturschutzgesetz 2020 aufgehoben.         |       | 07     |
| BW                                      | Stieleiche           | Görlitz Neißehänge (51° 8′ 28,1″ N, 14° 59′ 17,8″ O)             | ND, bereits nach Denkmalschutzgesetz geschützt, daher Schutz nach Naturschutzgesetz 2020 aufgehoben.         |       | 08     |
| mehr Fotos \| Fotos hochladen           | Mollerlinde          | Görlitz Nikolaifriedhof (51° 9′ 35,3″ N, 14° 59′ 15,7″ O)        | ND, bereits nach Denkmalschutzgesetz geschützt, daher Schutz nach Naturschutzgesetz 2020 aufgehoben.         |       | 10     |
| mehr Fotos \| Fotos hochladen           | Schrickellinde       | Görlitz Nikolaifriedhof (51° 9′ 37,1″ N, 14° 59′ 13,8″ O)        | ND, bereits nach Denkmalschutzgesetz geschützt, daher Schutz nach Naturschutzgesetz 2020 aufgehoben.         |       | 11     |
| Fotos hochladen                         | Geschlitztbl. Buche  | Görlitz Stadtpark (51° 9′ 4,8″ N, 14° 59′ 42,9″ O)               | ND, bereits nach Denkmalschutzgesetz geschützt, daher Schutz nach Naturschutzgesetz 2020 aufgehoben.         |       | 13     |
| Fotos hochladen                         | Silberahorn          | Görlitz Stadtpark ()                                             | ND, zerstört Silvester 2017/18, Schutz 2020 aufgehoben.                                                      |       | 14     |
| Direkt Bild zu diesem Denkmal hochladen | Silberpappel         | Görlitz Stadtpark ()                                             | ND, Fällung 2011 genehmigt, Schutz 2020 aufgehoben.                                                          |       | 15     |
| mehr Fotos \| Fotos hochladen           | Drei Platanen        | Görlitz Stadtpark (51° 9′ 2,9″ N, 14° 59′ 42″ O)                 | ND, bereits nach Denkmalschutzgesetz geschützt, daher Schutz nach Naturschutzgesetz 2020 aufgehoben. (Lage ) |       | 16     |
| mehr Fotos \| Fotos hochladen           | Bergulme             | Görlitz Stadtpark (51° 9′ 5,8″ N, 14° 59′ 46″ O)                 | ND, bereits nach Denkmalschutzgesetz geschützt, daher Schutz nach Naturschutzgesetz 2020 aufgehoben.         |       | 17     |
| Fotos hochladen                         | Zwei Basaltfindlinge | Görlitz Stadtpark (51° 9′ 2,2″ N, 14° 59′ 44,9″ O)               | ND, wegen aus geologischer Sicht mangelnder Schutzwürdigkeit 2019 aufgehoben. (Lage )                        |       | 18     |
| Direkt Bild zu diesem Denkmal hochladen | Linde                | Kunnerwitz Am Schloss ()                                         | ND, bereits nach Denkmalschutzgesetz geschützt, daher Schutz nach Naturschutzgesetz 2020 aufgehoben.         |       | 23     |